# A navarrai királyok palotája (Estella)
A navarrai királyok egykori palotája (más néven: a Granada de Ega-i hercegek palotája) az észak-spanyolországi Estella település egyik régi műemléke, Navarra egyetlen romanikus stílusú polgári építménye. Ma egy Gustavo Maetzu-múzeum működik benne.

## Története
A palota a 12. század utolsó harmadában épült, a második emelettel a 17. században bővítették, a tér felé néző második emeleti, téglából készült árkádsor pedig a 18. századból származik. A 19. század közepétől 1951-ig községi börtön működött benne. 1931-ben nemzeti műemlékké nyilvánították, majd 1975-ben felújították, 1991-ben pedig egy Gustavo Maetzu műveit bemutató múzeumot hoztak létre benne.

## Leírás
A háromszintes épület a Navarra középpontjától kissé nyugatra található Estella településen található a Szent Márton tér és a Szent Miklós utca találkozásánál. Alaprajza téglalap, északkeleti homlokzatának két szélén egy-egy szögletes torony emelkedik. Délkeleti homlokzatán a földszinten négy félköríves árkád látható, míg az első emeleten mindegyik árkád fölött egy-egy, három-három vékony oszlopocskával négy részre osztott ablak helyezkedik el. A felső szint falának tömörségét mindössze három, lőrésszerű apró nyílás oldja. Az első emeletet díszes övpárkány zárja.
A délkeleti homlokzat jellegzetes díszei a két szélén elhelyezkedő oszlopok, pontosabban oszloppárok, ugyanis mindkét szélen két-két egymás fölött álló oszlop látható. A négy oszlopfő közül kettő növényi motívumokkal díszített, kettő pedig történelmi jeleneteket ábrázol: utóbbiak közül a leghíresebb a bal alsó oszlopfő, amely Roland lovag és Ferragut harcát ábrázolja, abból is azt a pillanatot, amikor a lovag legyőzi a mór óriást azzal, hogy egyetlen gyenge pontját, a köldökét támadja. A jobb fölső oszlopfő két, egymástól független jelenetet örökít meg: az egyiken egy mesejelenet elevenedik meg, ahol egy szamár hárfázik, egy oroszlán pedig hallgatja, míg a másik jelenet két fösvényt ábrázol (a nyakukban lógó pénzeszsákokkal), amint éppen vesztőhelyükre ballagnak, mellettük pedig azt látszik, hogy egy üstben égetik az elítélteket négy ördög felügyelete mellett.

## Képek

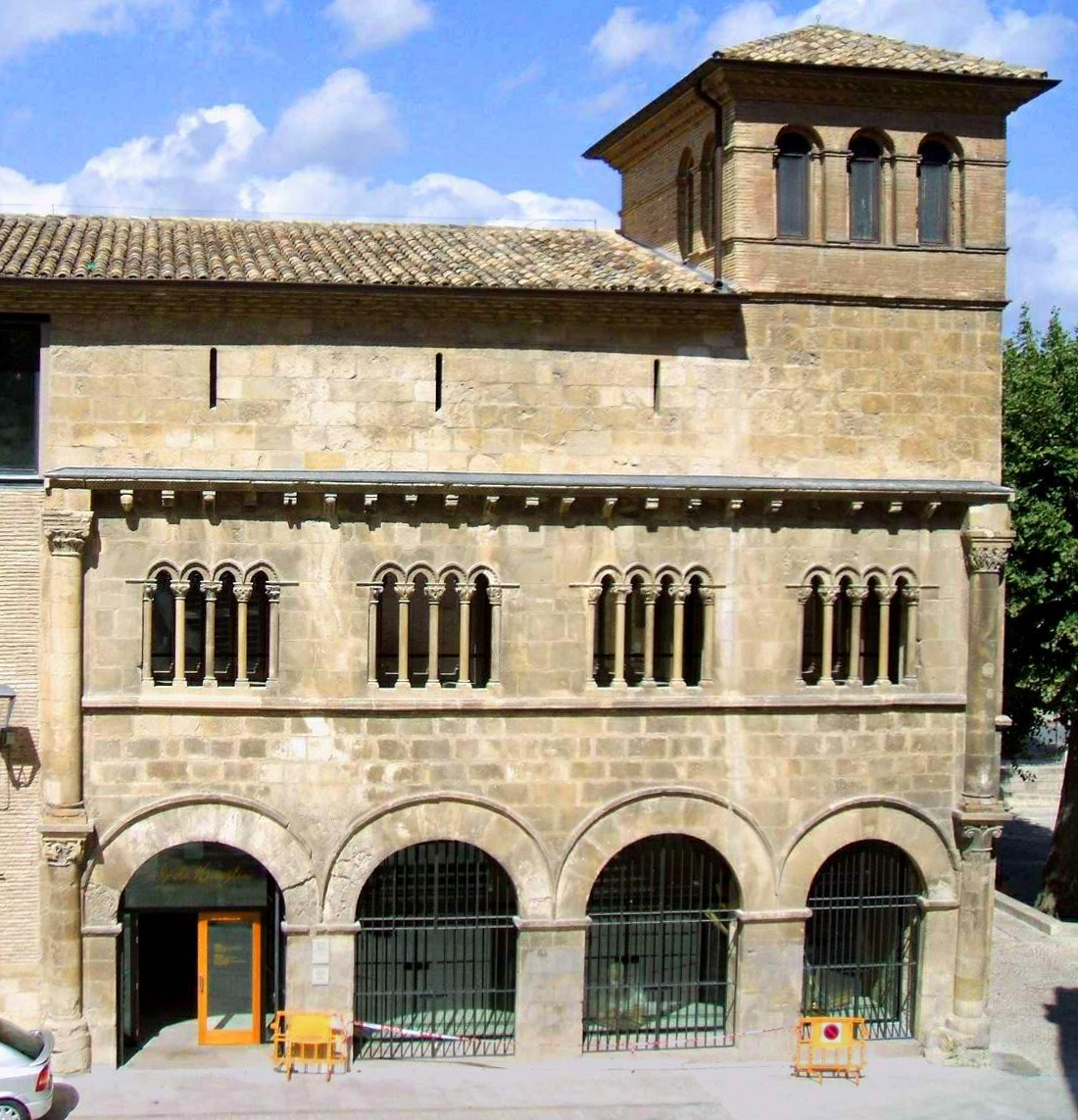
A palota
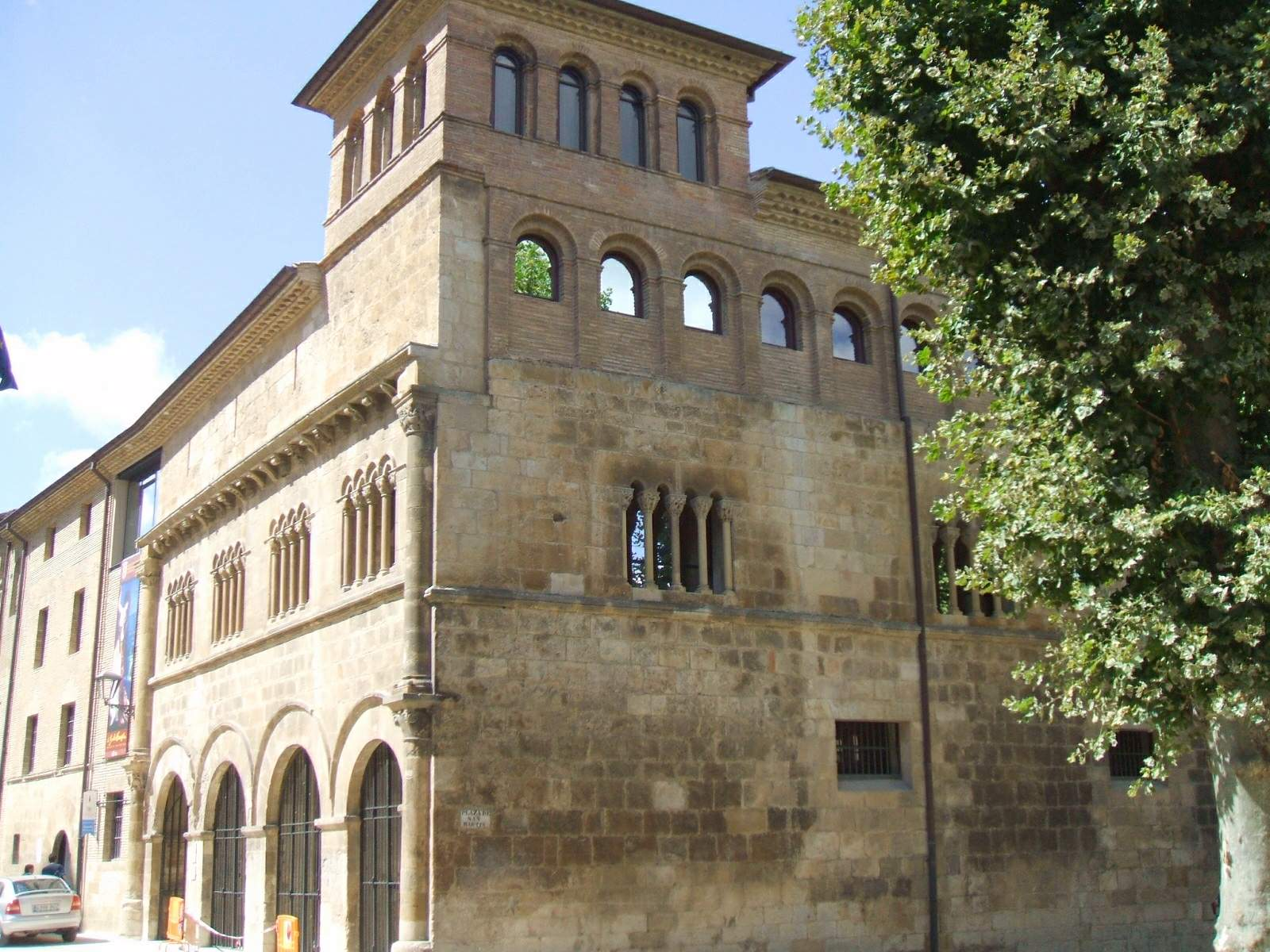
Az épület másik irányból nézve
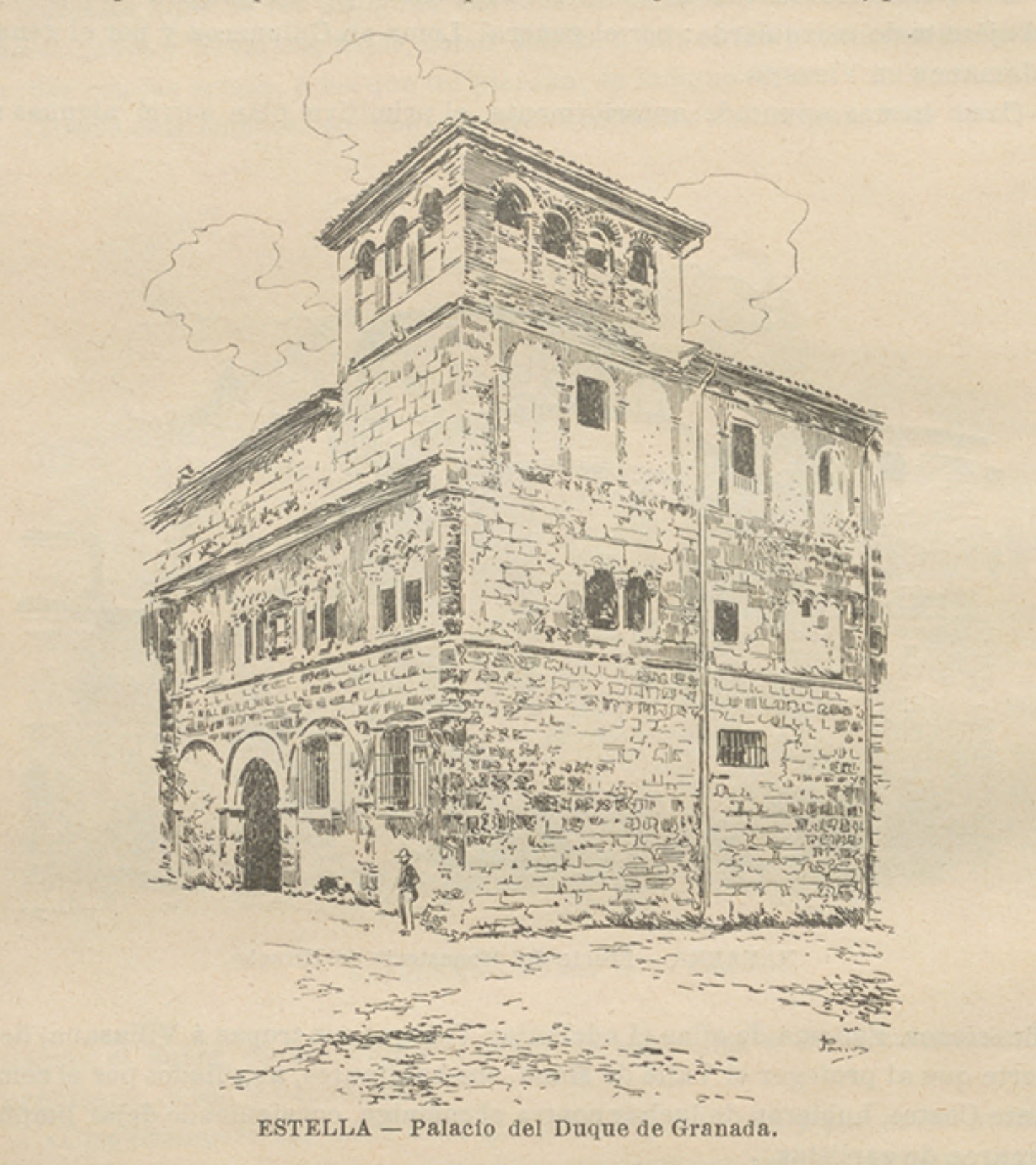
Egy 1902-ben megjelent ábrázoláson
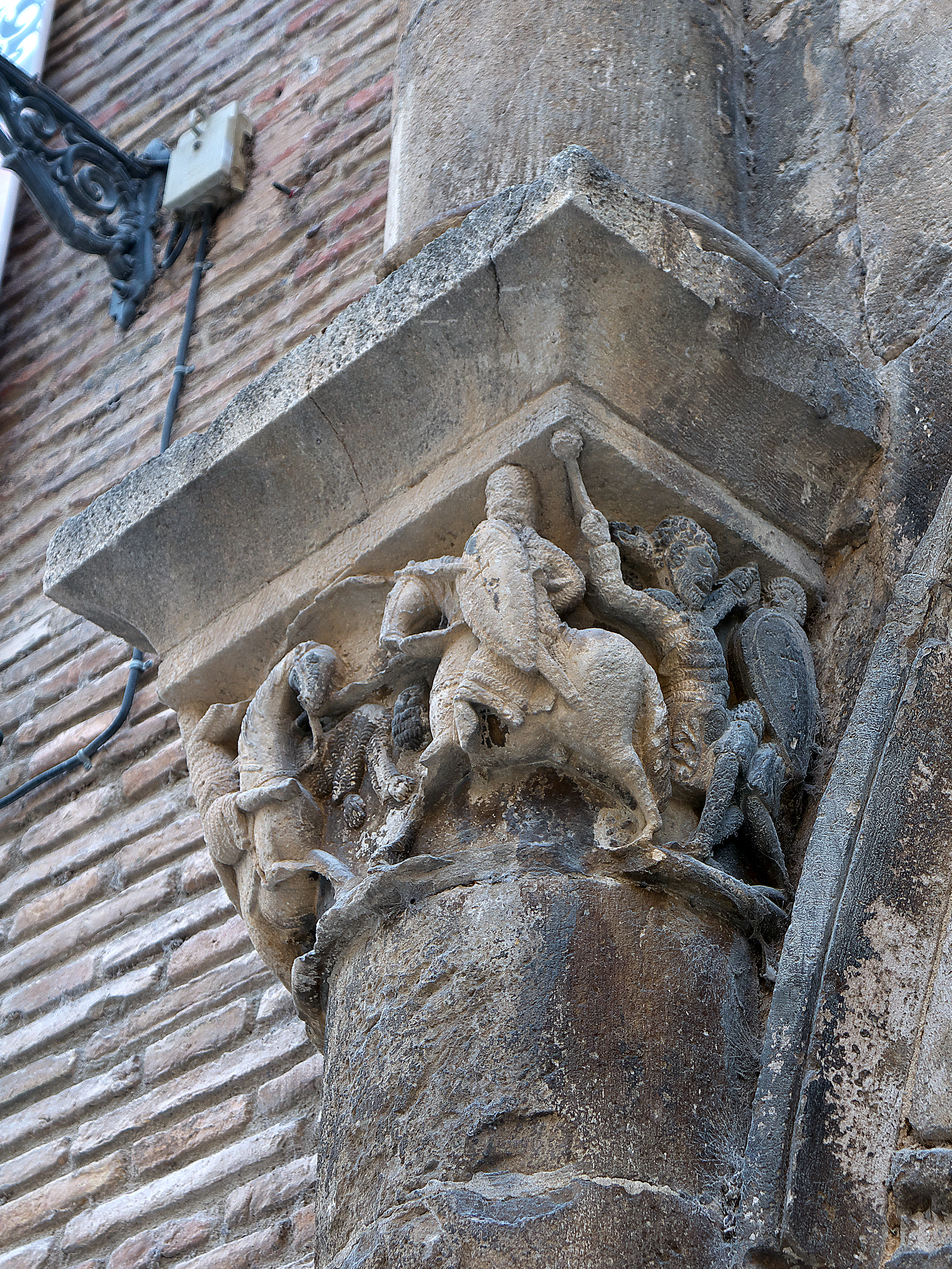
Díszes oszlopfő (Roland és Ferragut harca)